# Josef Dostál
Josef Dostál (n. 3 martie 1993, Praga, Cehia) este un caiacist ce a reprezentat Cehia, medaliat olimpic. A participat la 4 ediții ale Jocurilor Olimpice (2012, 2016, 2020, 2024) în care a câștigat o medalie de aur, o medalie de argint și 3 medalii de bronz.